# Guerres de reconquête des Portugais au Brésil
Les Guerres de reconquête des Portugais au Brésil, qui se déroulent de 1638 à 1654, sont une partie importante, selon les historiens, de la Guerre néerlando-portugaise, série série de conflits navals, terrestres et coloniaux opposant pendant près d'un siècle les intérêts des compagnies néerlandaises des Indes occidentales et orientales (WIC et VOC) à ceux de l'empire commercial d'outre-mer portugais. Elles opposent les deux belligérants en même temps que la Guerre néerlando-portugaise en Angola (1641-1648), menée par Salvador de Sá, le puissant gouverneur de Rio de Janeiro, dont le père et le grand-père avaient aussi gouverné cette capitainerie. La reconquête portugaise de la colonie du Brésil fut souvent présentée par les historiens comme « le premier effort que les « Brésiliens » ont entrepris pour prendre le contrôle de leur territoire ».
Lors de l'insurrection générale lancée à partir de 1644, les nouveaux-chrétiens « restent généralement fidèles et loyaux à l’égard du Portugal » et financent même les expéditions de secours envoyées par la métropole en faveur du soulèvement contre l’occupation hollandaise. Une "Compagnie Générale de Commerce du Brésil" est ainsi créée par père Antonio Vieira, qui réunit les hommes d’affaires nouveaux-chrétiens de Lisbonne et de Porto et elle assure une contribution déterminante 
.

## Contexte général
Dès la phase maritime de la guerre luso-hollandaise, marquée par les raids des pirates hollandais contre le littoral portugais (1621-1630) le gouvernement portugais de Bahia, mobilisé dans ce conflit très rapidement pour reprendre la ville en 1625, était ravitaillé par les colons du Sud du Brésil.
À partir de 1630, l'occupation du Nord du Brésil par les Hollandais, qui le conquièrent par étape jusqu'en 1636, lance la problématique d'une guerre de reconquête, que les Portugais vont organiser à l'échelle de tout le Brésil.

## Déroulement

### L'isolement du Brésil du Sud
Dans un premier temps, « le conflit luso-espagnol priva les ports brésiliens des denrées et de la viande séchée exportées de La Plata » mais causa aussi la « rupture des importations de producteurs africains » d'Angola. L'occupation hollandaise des possessions brésiliennes du Portugal s'effectue en effet principalement par le contrôle des ports ou leur harcèlement militaire quand il n'est pas possible de s'en emparer durablement, stratégie déployée par la WIC dès le milieu des Années 1620.

### Le rôle du sébastianisme

#### Les manifestations sébastianistes de Sao Paulo en 1640
En 1640 à São Paulo a lieu une manifestation liée au sébastianisme, mouvement politicoreligieux célébrant le roi du Portugal, dom Sebastião, ainsi que les nobles et les aventuriers qui ont péri au Maroc avec lui, symbolisant la perte par le Portugal de son indépendance au profit de la maison de Habsbourg en 1580. Cette manifestation se produit lors d’une protestation contre le recrutement pour combattre les Hollandais. Elle est racontée dans les livres de la Chambre Municipale de la ville de São Paulo. Des lettres s’y trouvent aussi annonçant pour l’année 1640 la venue du roi Sebastião, le « roi caché ». Le peuple se réunit devant la Chambre, crie, « viva el-rei dom Sebastião ». Les témoins de cette mutinerie sont le procureur de la Chambre, Sebastião Gil, les conseillers Gaspar Cubas, Manuel Mourato Coelho, Pedro Fernandes de Aragão, ainsi que le juge Amador Bueno da Ribeira chargé de faire appliquer l’ordre royal de recrutement.

#### L'influence du jésuite Antonio Vieira
L'influence du célèbre jésuite Antonio Vieira a joué un rôle modérateur dans les premières parties de l'occupation hollandaise, et lui a ensuite donné du poids pour organiser la guerre de reconquête sur une base nationaliste, nourrie d'un sébastianisme durable.
Arrivé au Brésil en 1614, il avait intégré le noviciat de la Compagnie de Jésus en mai 1623 puis découvert dès l'année suivante sa vocation de missionnaire lors de la première invasion hollandaise. Depuis la seconde invasion hollandaise du Brésil, en 1630, il travaille activement à dissuader le Portugal de conserver des colonies qui coûtent selon lui si cher à défendre face à l'ennemi supérieur militairement à l'époque, les Pays-Bas, qui sont avant tout depuis un demi-siècle l'ennemi de l'Espagne, leur ancienne métropole.
Ordonné prêtre le 10 décembre 1634 à Bahia, où il est un prédicateur notable, il est nommé professeur de théologie au Collège des Jésuites de Bahia en 1638. La disgrâce causée par sa défense des Juifs contre l'Inquisition l'oblige à regagner la métropole. En 1641, après la Restauration du Portugal, il est membre de la délégation envoyée du Brésil pour la diplomatie de la Deuxième maison de Bragance.
Le 1er janvier 1642, il prêcha le " Sermon des Bonnes Années " dans la Chapelle Royale, critiquant le contrôle persistant du Portugal par les Castillans et associant le sébastianisme au nouveau roi et à la restauration de l'indépendance du Portugal. Il vient d'être conforté par la trève de 10 ans signée le 12 juin 1641 avec la Hollande, en grande partie obtenue grâce à l'intercession discrète de grands négriers portugais, qui pèsent sur les négociations menées par l'ambassadeur Tristan de Mendoza de Furtado . Durant toute cette période, Francisco de Sousa Coutinho, nouveau chef de la diplomatie portugaise et fils de Gonçalo Vaz Coutinho, qui détenait l'asiento pour approvisionner l'empire espagnol en esclaves jusqu’en 1609, s'active à Amsterdam et dans les cours européennes en faveur de souveraineté de Lisbonne sur l'Angola et le Brésil.
Grâce à lui, lors de l'insurrection générale de 1644 contre les Hollandais, les nouveaux-chrétiens « restent généralement fidèles et loyaux à l’égard du Portugal » et financent même les expéditions de secours envoyées par la métropole portugaise. Il fonde une "Compagnie Générale de Commerce du Brésil", financée par les hommes d’affaires nouveaux-chrétiens de Lisbonne et de Porto, et outil important de la guerre de reconquête, qui l'emporte au début de l'année 1654
Dans ce cadre, il fut chargé en 1646 de défendre les intérêts du Portugal contre l'Espagne et la Hollande dans les débats préparatoires à la Paix de Westphalie.

### La tentative de reconquête de 1639

#### La conspiration de Récife
Dès son arrivée en 1637, le gouverneur Jean-Maurice de Nassau-Siegen a poursuivi les assauts contre les guérilleros portugais, au nord du fleuve Sao Francisco, prenant le district de Ceara, ce qui lui permet de vanter le fait que la moitié des capitaineries du Brésil étaient désormais entre leurs mains.
Le 6 avril 1638 a été lancé un autre assaut, contre Bahia, capitale portugaise du Brésil, avec 31 navires et près de 5000 hommes, dont au moins 800 alliés autochtones. Après que les troupes eurent débarqué à quelques kilomètres de Bahia et pris quelques forts portugais, la bataille dura une quarantaine de jours, les Portugais tombant dans des embuscades et ne parvenant pas à s'emparer des batteries de canon, puis perdant près de 250 hommes, ce qui les force au repli.
À la suite de ces événements, Lisbonne et Madrid se concertent pour organiser à grande échelle la reconquête du Brésil, en lien avec les planteurs de sucre restés dans le Brésil hollandais. Dès 1639 a lieu la première conspiration de Portugais du Pernambouc, qui spéculent sur l'arrivée attendue d'une flotte hispano-porlugaise. Plusieurs meneurs sont emprisonnés. Mais l'apaisement recherché en les déportant à Salvador de Bahia ne fait que conforter le front anti-hollandais.

#### La défaire de l'armada hispano-portugaise réunie à Bahia
Perdue face à une flotte néerlandaise pourtant très inférieure en nombre, en raison d'une extrême chaleur et de vents systématiquement contraires, la Bataille navale du 12 janvier 1640 voit l'échec inattendu et incompréhensible côté ibérique de la « grande expédition combinée de 1639-1640 », associant les Espagnols et les Portugais, à la mi-janvier 1640.

### La fin de l'Union ibérique en décembre 1640

#### Contexte: l'encyclique du pape et l'expulsion des Jésuites
Les trafiquants portugais d'esclaves amérindiens se heurtent cependant en 1640 à la proclamation de l’encyclique du pape Urbain VIII contre l’esclavage des Amérindiens, et ses déclinaisons locales, qui entraînent des ordres royaux les obligeant à rendre les biens et les villages indiens. Mais ils y désobéissent immédiatement. Peu après, ils ont même expulsé les jésuites de Sao Paulo, persistant même lorsqu'on leur demande de les réintégrer.
Cette expulsion des Jésuites est un événement car ils possèdent de grandes plantations de sucre dans la région de Bahia, que leur avait léguée au début du XVIIe siècle le gouverneur portugais.

#### Courte accalmie après la restauration portugaise
Leur expulsion de Sao Paulo va obliger les Jésuites à prudemment se rallier à l'insurrection portugaise qui a renversé la famille au pouvoir à Lisbonne en décembre 1640 et fait exploser l’Union ibérique, ce qui a contribué à renforcer le camp des Portugais souhaitant chasser les Hollandais du Brésil.
Au cours des années 1641 et 1642 qui suivent cette révolution portugaise, les incursions des deux parties belligérantes en conflit au Brésil, Hollandais et Portugais, cessent surtout dans les 3 ou 4 mois qui suivent le traité signé le 12 juin 1641, par l'ambassadeur du Portugal  auprès du gouvernement néerlandais, Tristao de Mendonça Furtado, sous la forme d'une trêve de 10 ans, la trêve luso-néerlandaise du 12 juin 1641.
Le gouvernement hollandais prit alors la décision de diminuer considérablement le nombre des troupes au Brésil, où plusieurs navires sont déjà repartis pour la Hollande. Un Traité commercial luso-anglais de janvier 1642 est aussi signé dans la foulée par le nouveau roi du Portugal, qui ouvre la voie et les ports portugais aux premiers négriers anglais, alors que l'Espagne a réagi en mettant fin au contrat exclusif d'asiento dont bénéficiaient les Portugais pour le trafic d'esclaves.

### Les conséquences de l'occupation hollandaise de Luanda

#### Le doublement du prix des esclaves
Mais parallèlement, à partir de l'été 1641, l'occupation hollandaise des ports de l'Angola a stoppé les importations d'esclaves noirs des plantations du sud du Brésil : la rupture de la traite négrière a « fait doubler le prix des esclaves » dans les zones portugaises du Brésil et « motivé les deux seules expéditions négrières du XVIIe siècle entre le Mozambique et le Brésil », qui se sont déroulées en 1643 et 1644. Sont alors lancées en parallèle par les Portugais de grandes expéditions « bandeirantes » de capture d’Amérindiens, « notamment dans les missions jésuites du Guayrá », sur les territoires espagnols, vers le Paraguay. Les chasseurs d'esclaves paulistes mobilisaient des esclaves guerriers (servos de guerra), généralement des Indiens Temiminó, rassemblés par la force dans « des colonnes mobiles de centaines de combattants ».

#### Les Amérindiens capturés à São Paulo et Rio de Janeiro
Ces Amérindiens capturés restent en captivité à São Paulo et Rio de Janeiro, où les Brésiliens les obligent à travailler « dans la construction et l’entretien des infrastructures et ouvrages de défense et, surtout, dans la production d’aliments qui suppléent la pénurie des denrées européennes ». Parmi ces aliments, la viande de bœuf, provenant des troupeaux alors mis en circulation. Ainsi vers le milieu du XVIIe siècle, « l’élevage atteint au Brésil une dimension inédite dans l’Empire portugais ».
La rébellion des Paulistes contre la Couronne du Portugal, entièrement motivée par le conflit sur les Amérindiens déclenché en 1640, va durer jusqu’en 1654 . En avril 1648, ils refusent même de participer à la vaste expédition transatlantique organisée par Salvador de Sá, gouverneur de Rio de Janeiro, pour reconquérir l'Angola. Le chef bandeirante Rapôso Tavares démarre au même moment un voyage de trois ans, pour chasser encore plus d'Indiens, sur « près de dix mille kilomètres » de l'intérieur du Brésil, encore inexploré, « traversant forêts et savanes du Centre-Ouest, descendent les fleuves Mamoré, Madeira et l’Amazone, jusqu’à Belém ».

#### Licenciement du gouverneur en avril 1642
Entre temps, en avril 1642, les administrateurs de la WIC informent Nassau-Siegen qu'il doit quitter son poste au printemps 1643, ce qu'il combat, s'accrochant à son poste jusqu'en mai 1644.
Au même moment, en octobre 1642 la province de Maranhão se révolte et les Hollandais doivent se résigner à une retraite.

### La révolte de la province de Maranhão

#### Les exactions de l'hiver 1641-1642
La province de Maranhão avait été conquise tardivement par les Hollandais : le 25 novembre 1641,, 2000 soldats arrivés par la mer de Recife s'approcha de la capitale São Luís puis négocient avec les Portugais-Brésiliens une trêve, leur permettant de camper jusqu'à ce que des nouvelles diplomatiques arrivent du Portugal et de la Trêve luso-néerlandaise du 12 juin 1641, incomprise des Hollandais. En s'emparant du Fort Monte Calvário, ils contrôlaient alors 1500 kilomètres supplémentaires de littoral.
La trêve permettait au gouverneur portugais Bento Maciel Parente de conserver son poste mais elle fut rapidement trahie : transféré à la forteresse dos Reis Magos, il meurt en février 1642.
Après plusieurs semaines aux abords de la ville, les Hollandais y sont entrés : les magasins ont été saccagés, avec le vol d'environ 5000 arrobas de sucre, les églises pillées, les habitants sommés de prêter allégeance aux États généraux des Provinces-Unies. Les néerlandais se sont montrés indifférents aux traditions religieuses de la population. Les habitants de la ville d'Itapecuru Mirim, dans la mésorégion Nord du Maranhão, ont subi de nombreuses injustices, notamment des pillage et des menaces, allant parfois jusqu'à celle à violer leurs femmes. La population a fui vers la région de Baixada, où plusieurs colonies sont apparues, ou est retournée au Portugal, ce qui a entraîné une paralysie de l'économie du Maranhão. La production de la capitainerie reposait sur la vente de tabac, clous de girofle, coton, eau de vie, sucre, sel, huile d'olive, cuir et farine de manioc

#### L'insurrection de septembre 1642
Le Maranhão fut ensuite la première région du Brésil à s'insurger contre les hollandais, sous la direction de l'ancien capitaine-major Antônio Muniz Barreiros d'Itapicuru dans toute la vallée de Mearim et Itapecuru, en plus de celle qui s'étend le long de la rivière Parnaíba. Le septembre 1642, ils ont pris le Fort de Vera Cruz do Itapecuru , dans la municipalité actuelle de Rosário, causant 300 morts à l'ennemi, et 15 jours après le début du soulèvement, le 4 octobre 1642, Manuel Gonsalves da Cunha, notaire, écrit José Graces, sergent-major pour répondre au conseiller néerlandais dans le Maranhão occupé.
Ce récit tente de justifier auprès du roi du Portugal la conspiration du Maranhão pour expulser les Hollandais, au moment où le Portugal attend encore certaines des formalités du traité de la Trêve luso-néerlandaise du 12 juin 1641. Deux ans plus tard, ce sera au tour du Pernambouc d'élaborer le même type de discours pour justifier la guerre contre les Hollandais. Au cours du conflit militaire, en 1643, les Indiens du Ceara, capitainerie voisine, aident le capitaine J. Evers dans la répression contre Oteiro da Cruz au Maranhão, mais en 1644, le non-paiement du travail dans les salines génère le massacre et le pillage de la garnison flamande du Ceara.

#### La fuite du corps expéditionnaire à Curaçao puis New-York
La guérilla contre les Hollandais dura environ trois ans et provoqua la destruction de la ville de São Luís. A la fin de l'hiver 1644, Peter Stuyvesant, gouverneur hollandais de Curaçao, avait été envoyé attaquer le fort espagnol de Saint-Martin. Au cours du siège, il est amputé de la jambe droite par un coup de feu puis avait du lever le siège après quatre semaines et retourner à Curaçao en avril 1644.
A son retour, il découvre environ 450 employés de la Compagnie des Indes occidentales, réfugiés à Curaçao, après l'offensive des Portugais du Maranhao, où ils se sont emparés de Sao Luis, la principale ville, le 28 février 1644. La plupart de ces 450 réfugiés étaient dirigés par David Adam Wiltschut, l’ancien commandant militaire de Curaçao. Leur arrivée à Curaçao créé un problème de bouches à nourrir car l’île est à court de provisions en raison de l’expédition ratée à Saint-Martin . Peter Stuyvesant a alors décidé d'envoyer la majorité de ces réfugiés à Willem Kieft, directeur de la WIC à New Netherland (la future New-York) , qui a besoin d’aide dans sa guerre débutée en 1643 contre les Amérindiens .

### L'insurrection générale de 1645
L'insurrection générale des Portugais du Brésil contre la Nouvelle-Hollande prend toute son ampleur en 1644, selon les historiens, « avec le soulèvement des «moradores» et la condamnation, à terme, du Brésil hollandais, au lendemain de l'effondrement des cours du sucre américain sur la place d'Amsterdam ». Elle unit alors les Portugais du « Brésil Nord ancien, de nuance conjoncturelle hispano-américaine » et ceux du « Brésil Sud récent, plus agressivement indépendant », qui s'opposaient avant l'arrivée des hollandais et 4 ans après « la reprise de Luanda par Salvador de Sá fait écho, en 1648, à la victoire portugaise de Guarapees au Brésil », tandis qu'un quart de siècle après la région de Bahia assure 52 % de l'équipement sucrier, contre 40 % à peine à Pernambouc, qui assurait encore 55% avant l'arrivée hollandaise.
Symboliquement, c'est Joam Fernandes Vieira, détenteur de la « taxe sur les sucreries du Pernambouc », qui organise 1645 un complot contre l’administration hollandaise alors qu'il est lui-mêle échevin de la ville nouvelle de Mauritstad et a de par ses fonctions des « relations quotidiennes » avec les membres du grand conseil de Récife. Il se coordonne avec André Vidal, meneur de l’insurrection de janvier 1640 nommé gouverneur en mai 1642 à Bahia. Resté proche de leader d'(en) Antonio Telles da Sylva, leader de l'Inquisition à Bahia, ce dernier lui envoie un mémoire exposant les chances de réussite d'une insurrection . Le complot en cours est dénoncé le 30 mai 1645 par une lettre anonyme au grand conseil de Récife, qui réagit par une mobilisation générale. Joam Fernandes Vieira fuit alors dans la montagne le 13 juin 1645 avec 1200 partisans, entrés « en guerre ouverte contre les Hollandais », au risque d'être désavoué par le Roi du Portugal depuis 1640, Jean IV.
Les Hollandais sont dès lors « sans cesse harcelés sur tous les points » et « dans les plantations personne ne se trouvant bientôt plus en sécurité, chacun chercha un asile à Recife ou dans les forts ».
Les magasins de vivres et munitions semblent quasiment vides face à cet afflux de réfugiés, et il faut équiper à la hâte 300 soldats hollandais et 200 Indiens comme en sont informés par une lettre du 27 juin 1645 les États-généraux d’Amsterdam. Fuir devient difficile car il n’y a plus qu'un navire hollandais à Recife, destiné aux Inde Orientales, et « entré dans le port pour réparer des avaries ».
Ils perdent aussi l'importante bataille de Tabocas: les 700 soldats hollandais du colonel Haus, furent battus par 1100 insurgés portugais sous les ordres de Vieira, le 3 août 1645 près de Monte das Tabocas. Puis les Portugais attaquent Serinhaem, qui tombe le 6 août 1645. Le 13 août 1645 c'est au tour des forteresses de Pontal de Nazaré et Cabo de Santo Agostinho de se rendre.
Le 2 septembre 1645 c'est la région de Paraíba qui se soulève et le Fort de Porto Calvo est pris le 17 septembre, suivi le lendemain par Fort Maurits sur la São Francisco River, puis le 22 septembre Sergipe del Rey se révolte à nouveau. A la fin 1645, les Hollandais ne contrôlent plus que Recife, les deux îles proches de Itamaracá et Fernando de Noronha, et les deux petits forts de Cabedel et Ceulen.
C’est seulement le 18 novembre que les États-généraux d’Amsterdam peuvent envoyer un de leurs membres, Walter van Schoonenborch, avec mission de présider le grand conseil de Récife, flanqué de comptables pour éplucher les finances de la WIC et ses arriérés de dette. Ses lettres patentes expirant courant 1645, dès février 1644, la WIC a demandé une prolongation et cette question fut longuement discutée avec des avis que l'existence de la Compagnie n'était plus possible.
Les Hollandais se voient obligés d'abandonner tous les forts extérieurs et de raser la ville de Mauritsstad, à peine achevée, tout comme son palais de Vryburg, pour se concentrer sur la défense de Récife, où une sortie le 17 août est écrasée par Portugais cette fois au nombre de 2000, qui font 340 prisonniers dont une centaine d’Amérindiens.
Le fort de Nazareth, situé au cap de St. Augustin, est vendu aux Portugais par un officier contre 18000 florins, tandis qu’une une flotte portugaise sous les ordres de Salvador Correa de Sa prépare un débarquement effectué le 9 septembre 1645. Seule consolation pour les Hollandais, l’amiral Lichthardt gagne un peu plus tard une petite bataille navale dans la baie de Tamandaré.
Les principales places du Brésil-hollandais, Itamaraca, Iguarassu, Porto Calvo, et le fort Maurice près du S. Francisco, tombent successivement et les Hollandais ne conservent que Récife, Rio-Grande et Parahiba.

### La la retraite définitive des Hollandais
Après 1654, la retraite définitive des Hollandais de l’Angola et du Pernambouc déclencha pour tout le Brésil, redevenu entièrement portugais, « la reprise des importations d’Africains et de denrées européennes, enlevant les marchés régionaux aux produits de São Paulo ». Parmi les enjeux des « négociations luso-hollandaises menées à l’arrière-plan » du traité de Munster, en 1648, figure alors la vallée du São Francisco, où une carte représentant en 1647 le territoire hollandais d'Amérique du Sud « signale déjà l’avancée du bétail » dans l'intérieur des terres.